# غزال سينيكا الأبيض

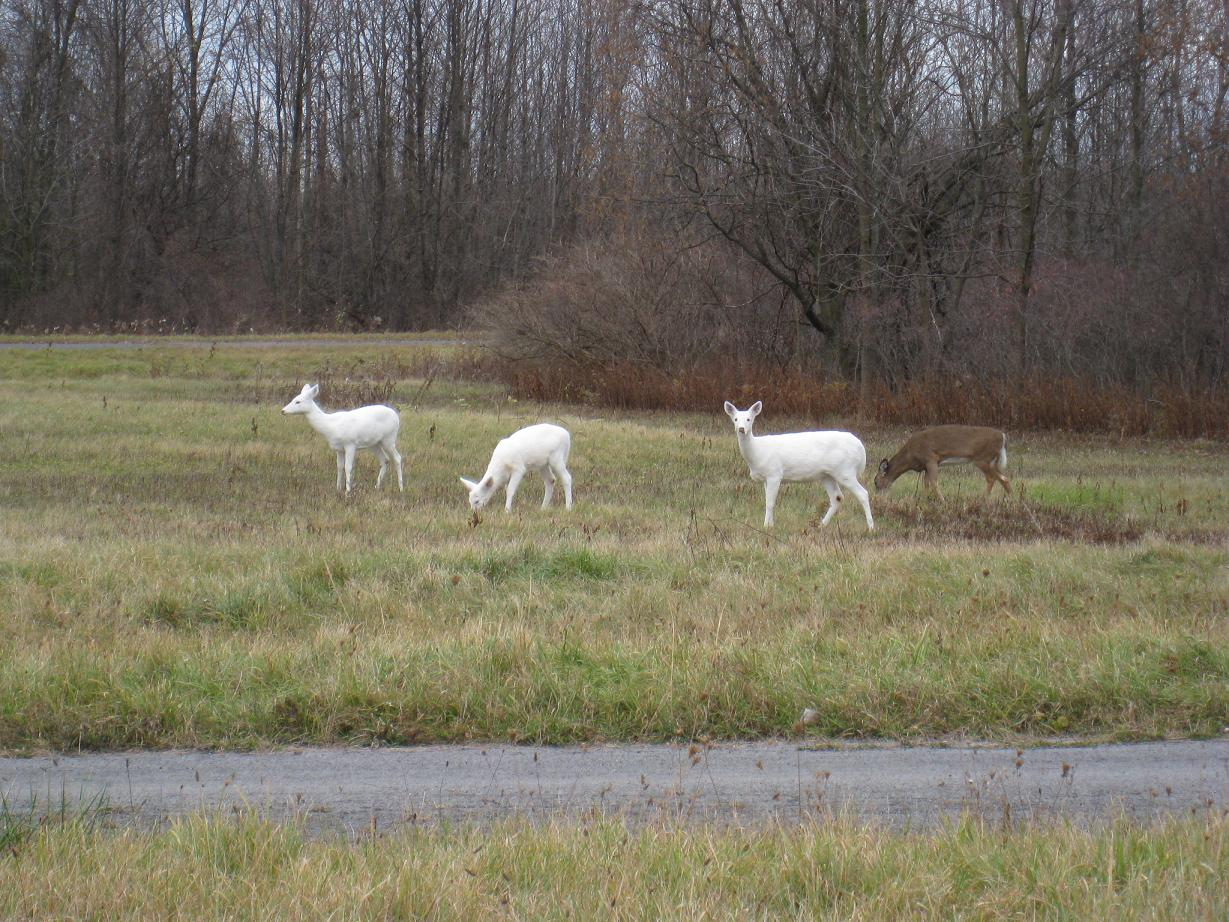
سينيكا الغزال الابيض داخل مستودع

غزال سينيكا الأبيض (بالإنجليزية: Seneca white deer)‏ من أندر أنواع الغزلان عيش ضمن حدود مستودع الجيش السابق في مقاطعة سينيكا ، نيويورك.